# Équipe du Nigeria féminine de basket-ball
Cet article traite de l'équipe féminine. Pour l'équipe masculine, voir Équipe du Nigeria masculine de basket-ball.
Maillots
L'équipe du Nigeria féminine de basket-ball est l'équipe nationale qui représente le Nigeria dans les compétitions internationales féminine de basket-ball. Elle est placée sous l'égide de la Fédération du Nigeria de basket-ball (NBBF). L'équipe est affiliée à la FIBA depuis 1964. Son surnom est "D-Tigress".

## Histoire
Le Nigeria connaît une période florissante dans les années 2000 avec un doublé aux éditions 2003 et 2005 du championnat d'Afrique, mais également une participation aux Jeux olympiques de 2004 et au Championnat du monde 2006 avant un passage à vide d'une dizaine d'années jusqu'à une seconde place au championnat d'Afrique 2015 puis quatre médailles d'or aux éditions 2017, 2019, 2021 et 2023 du championnat d'Afrique. En 2018, le Nigeria, qui se classe huitième, devient la première équipe africaine à atteindre les quarts de finale d'un championnat du monde.
En proie à une crise interne de la Fédération, l'équipe déclare forfait pour la Coupe du monde 2022.

## Résultats

### Palmarès
| Compétitions mondiales                             | Compétitions continentales |
| -------------------------------------------------- | --- |
| - Jeux olympiques - Néant - Coupe du monde - Néant | - AfroBasket (7) - Vainqueur en 2003, 2005, 2017, 2019, 2021, 2023 et 2025 - Troisième en 1997 et 2015 - Jeux africains (1) - Vainqueur en 2003 - Finaliste en 2007 et 2015 - Troisième en 1978, 1999 et 2011 |

### Parcours en compétitions internationales

#### Jeux olympiques
| Année | Position    |      | Année         | Position |               | Année | Position |
| 1976  | Non inscrit | 1996 | Non qualifiée | 2016     | Non qualifiée |       |          |
| 1980  | Non inscrit | 2000 | Non qualifiée | 2020     | 11e           |       |          |
| 1984  | Non inscrit | 2004 | 11e           | 2024     | 8e            |       |          |
| 1988  | Non inscrit | 2008 | Non qualifiée | 2028     | -             |       |          |
| 1992  | Non inscrit | 2012 | Non qualifiée | 2032     | -             |       |          |

#### Coupe du monde
| Année | Position           |      | Année         | Position |               | Année | Position |
| 1953  | Équipe inexistante | 1979 | Non inscrit   | 2006     | 16e           |       |          |
| 1957  | Équipe inexistante | 1983 | Non inscrit   | 2010     | Non qualifiée |       |          |
| 1959  | Équipe inexistante | 1986 | Non inscrit   | 2014     | Non qualifiée |       |          |
| 1964  | Non inscrit        | 1990 | Non inscrit   | 2018     | 8e            |       |          |
| 1967  | Non inscrit        | 1994 | Non inscrit   | 2022     | Retirée       |       |          |
| 1971  | Non inscrit        | 1998 | Non qualifiée | 2026     | -             |       |          |
| 1975  | Non qualifiée      | 2002 | Non inscrit   | 2030     | -             |       |          |

#### AfroBasket
| Année | Position    |      | Année       | Position     |           | Année | Position |
| 1966  | Non inscrit | 1990 | Non inscrit | 2013         | 6e        |       |          |
| 1968  | Non inscrit | 1993 | Non inscrit | 2015         | Troisième |       |          |
| 1970  | Non inscrit | 1994 | Non inscrit | 2017         | Vainqueur |       |          |
| 1974  | 5e          | 1997 | Troisième   | 2019         | Vainqueur |       |          |
| 1977  | Non inscrit | 2000 | Non inscrit | 2021         | Vainqueur |       |          |
| 1979  | Non inscrit | 2003 | Vainqueur   | 2023         | Vainqueur |       |          |
| 1981  | 7e          | 2005 | Vainqueur   | 2025         | Vainqueur |       |          |
| 1983  | Non inscrit | 2007 | 5e          | 2027         | -         |       |          |
| 1984  | Non inscrit | 2009 | 5e          | Pays inconnu | -         |       |          |
| 1986  | Non inscrit | 2011 | 4e          | Pays inconnu | -         |       |          |

## Joueuses notables
- Mactabene Amachree
- Adaora Elonu
- Ezinne Kalu